# María Santana
María Fernanda Santana García (ur. 14 lipca 2002) – kubańska zapaśniczka walcząca w stylu wolnym. Wicemistrzyni igrzysk panamerykańskich w 2023. Złota medalistka igrzysk Ameryki Środkowej i Karaibów w 2023. Siódma na mistrzostwach panamerykańskich w 2024 roku.